# Flakpanzer 38(t)
Il Flakpanzer 38(t), il cui numero d'identificazione era Sd.Kfz. 140, fu un semovente antiaereo utilizzato dall'esercito tedesco durante la seconda guerra mondiale. Il veicolo nacque come soluzione d'emergenza sulla base dell'affidabile scafo del carro armato leggero Panzer 38(t): il comparto di guida fu modificato, la torretta rimossa e la sovrastruttura allungata, in modo da accogliere sul retro una casamatta scoperta contenente un singolo cannone FlaK 38 da 20 mm. Il mezzo, operato da quattro o cinque uomini, fu costruito in circa 140 esemplari ma si dimostrò di limitata utilità, in particolare per la dotazione offensiva, inadatta a fornire un'adeguata copertura da attacchi aerei a bassa quota.
Il Flakpanzer 38(t) vide comunque un diffuso impiego sui fronti di guerra orientale, occidentale e italiano, distribuito sia alle formazioni regolari dell'esercito che alle truppe d'èlite delle Waffen-SS.

## Storia

### Sviluppo
La preponderanza aerea degli Alleati nei cieli d'Europa mise a dura prova la Luftwaffe a partire dal 1942-1943, impegnata in più teatri bellici e non più in grado di offrire protezioni alle armate terrestri. In particolare fu evidenziata la vulnerabilità delle colonne di truppe e mezzi agli attacchi aerei portati a bassa quota, tanto che cominciarono conversioni sul campo di veicoli non più adatti al combattimento oppure disponibili in grande numero. Il problema si fece sempre più serio ma il ritardo nella consegna di appositi semoventi antiaerei indusse a concepire un disegno provvisorio, basato sul Panzer 38(t); questo carro armato leggero, infatti, non era più valevole in battaglia ed era già stato sfruttato come piattaforma per la creazione di svariati semoventi. Il 15 ottobre 1943 Adolf Hitler dette la sua approvazione all'idea, che prevedeva una rapida produzione di 150 esemplari in attesa del meglio armato semovente Flakpanzer IV Wirbelwind, ma proibì espressamente sia l'utilizzo del cannone antiaereo FlaK 43 da 37 mm sia l'installazione di un sistema quadrinato, dotazioni offensive dei semoventi già in cantiere: i progettisti militari, perciò, decisero di usare un singolo pezzo da 20 mm. Il prototipo venne mostrato a Hitler il 16 dicembre 1943.

### Produzione
Un ordine di fabbricazione per 150 unità venne inoltrato con urgenza dallo Heereswaffenamt alla Böhmisch-Mährische Maschinenfabrik (BMM) di Praga, meglio nota come Českomoravská-Kolben-Daněk (ČKD) ma ridenominata dai tedeschi quando avevano invaso il paese nel marzo 1939; era previsto che la linea d'assemblaggio, aperta nel novembre 1943, continuasse i lavori fino ai primi mesi del 1944, quando sarebbe divenuto disponibile un Flakpanzer sullo scafo del carro armato medio Panzer IV. Dopo la conversione del singolo Panzer 38(t) quale prototipo, iniziò la costruzione vera e propria che durò fino al febbraio 1944 totalizzando altri 140 esemplari: i nove scafi avanzati dal lotto richiesto furono subito dirottati alla contemporanea produzione del semovente d'artiglieria Grille.

### Impiego operativo
I Flakpanzer 38(t) furono inseriti nei plotoni antiaerei di ogni reggimento corazzato nelle Panzer-Division, in ragione di tre per reparto; entrarono ufficialmente in servizio nel gennaio 1944 con un primo gruppo di 87 esemplari. A partire dall'inizio di febbraio lotti di 12 veicoli cominciarono a essere distribuiti alle seguenti divisioni:
- il 10 febbraio 1944 partirono i mezzi per la Panzer-Lehr-Division e la 2. Panzer-Division di stanza in Francia; lo stesso quantitativo fu dato alla 21. Panzer-Division forse il 16 febbraio;
- tra il 19 e il 26 febbraio furono inviati quelli per la 26. Panzer-Division, la 90. e la 21. Panzergrenadier-Division, dislocate in Italia;
- il 20 e 21 marzo partirono i veicoli delle due divisioni corazzate delle Waffen-SS "Hohenstaufen" e "Frundsberg", che tra il 29 aprile e il 1º maggio 1944 furono trasferiti, rispettivamente, alla "Leibstandarte" e alla "Das Reich";
- il 26 marzo furono messi in viaggio gli esemplari per la Fallschirm-Panzer-Division 1 "Hermann Göring", impegnata nella campagna d'Italia;
- il 12 aprile partirono quelli assegnati alla 12. SS-Panzer-Division "Hitlerjugend";
- infine il 19 giugno vennero spediti in Francia i semoventi per la 17. SS-Panzergrenadier-Division "Götz von Berlichingen", ma otto vennero distrutti nei dintorni di Le Mans all'inizio di agosto. Per rimpiazzare le perdite gli ultimi otto veicoli di riserva furono inviati alla divisione il 19 settembre 1944.

Appare evidente che i Flakpanzer 38(t) abbiano combattuto nella stragrande maggioranza sul fronte occidentale o su quello italiano, teatri dove subirono gravi perdite a causa delle esigue corazzature e della casamatta scoperta, che li rendeva vulnerabili anche a imboscate di fanteria; inoltre il FlaK 38, sebbene fosse un'arma affidabile, ebbe la sua efficacia limitata dagli aerei alleati di nuova generazione, unita alla loro spaventosa prolificità. Al 1º dicembre 1944 i Flakpanzer 38(t) operativi erano soltanto nove, ma nessuno di questi superstiti veicoli sopravvisse al conflitto. La loro partecipazione ai duri combattimenti sul fronte orientale è invece più incerta, perché la "Hohenstaufen" ebbe il suo battesimo del fuoco a Ternopil' tra marzo e aprile 1944, quindi sembra difficile che potesse schierare i suoi semoventi antiaerei; lo stesso ragionamento vale per la "Frundsberg", invitata nel medesimo teatro operativo più o meno nello stesso periodo. L'unica incognita è rappresentata dalla "Hermann Göring": trasferita in Polonia nel luglio 1944, sembra che si portò dietro anche i Flakpanzer 38(t) per poi utilizzarli nelle battaglie attorno Sandomierz. I mezzi sarebbero poi stati ceduti al battaglione cannoni d'assalto in forza al Panzerkorps "Hermann Göring" il 5 gennaio 1945, che ne avrebbe conservati ancora tre a marzo.

## Caratteristiche

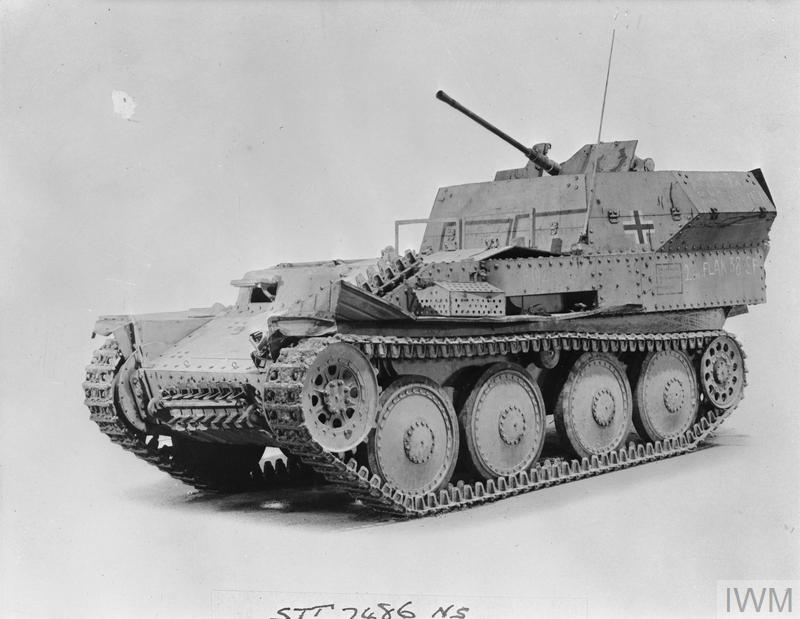
Vista di tre quarti frontale: si notano la postazione di guida del pilota e la conformazione della sovrastruttura posteriore, nonché parte del cannone FlaK 38 da 20 mm

Il Flakpanzer 38(t) fu impostato sullo scafo Ausf. M del Panzer 38(t) con luce libera (la distanza tra il fondo e il terreno) di 40 centimetri: la "M" non si riferiva all'ordine di produzione di una versione del mezzo blindato, bensì stava per Mittemotor e indicava che l'apparato locomotore era sistemato nella sezione centrale dello scafo (spostato sul lato destro). Il macchinario era rimasto l'originale Praga a 6 cilindri in linea erogante 140 hp e alimentato a benzina, associato a un cambio con cinque marce avanti e una retromarcia. Il serbatoio da 320 litri permetteva un'autonomia di 250 chilometri su strada a velocità media e di 160 se la marcia avveniva su terreni sconnessi; il consumo si attestava sui 95 litri ogni 100 chilometri su strada e aumentava a 132 litri se la stessa distanza veniva percorsa fuoristrada. La trasmissione s'ingranava alla doppia ruota motrice anteriore, cui erano agganciati cingoli larghi 293 mm composti da circa 90 maglie con una guida a dente posta sul lato esterno. Il treno di rotolamento era composto da quattro grandi ruote gommate accoppiate a due sospensioni a balestra, coadiuvate da un singolo rullo superiore per sostenere i cingoli; nel retro era imperniata la ruota di rinvio, cui era demandato il controllo della tensione dei cingoli. Operazioni di manutenzione ai freni o alla trasmissione erano possibili grazie a un grande portello ricavato sul muso inclinato del veicolo.
L'equipaggio contava quattro o cinque membri: il pilota, unico uomo all'interno dello scafo, sedeva sul lato destro in un compartimento avanzato ottenuto mediante colata in uno stampo e usufruiva di un portello dotato di feritoia; per la guida si valeva del sistema frizione-freno coadiuvato da due leve per bloccare quando l'uno, quando l'altro cingolo se doveva sterzare. Una paratia tagliafuoco lo separava dal motore subito dietro di lui, mentre nel tetto fu ricavata una botola circolare a due ante. Il comandante, assieme a un cannoniere e a uno o due caricatori, rimaneva al riparo di una casamatta di forma ottagonale inchiavardata al pianale posteriore dello scafo: la struttura aveva corazze da 10 mm su tutti i lati, inclinate a 17° sul frontale e a 25° sulle fiancate e dietro (solo una fonte afferma che le protezioni anteriori fossero spesse 15 mm). La base semovente, progettata in origine per cacciacarri leggeri o veicoli d'artiglieria che operassero dalla seconda linea, presentava anch'essa corazzature rivettate di scarso valore: 15 mm sul muso inclinate a 25°, 15 mm verticali sui fianchi, 10 mm per la bassa sovrastruttura e il retro. Una fonte si discosta un poco da questi dati, affermando che le protezioni frontali dello scafo raggiungevano i 20 mm e dando un'inclinazione delle stesse un poco differente. Il veicolo era capace di sormontare ostacoli alti 0,80 metri, superare trincee larghe 1,90 metri e guadare fino a 0,90 metri d'acqua; il raggio di sterzata minimo misurava 4,90 metri

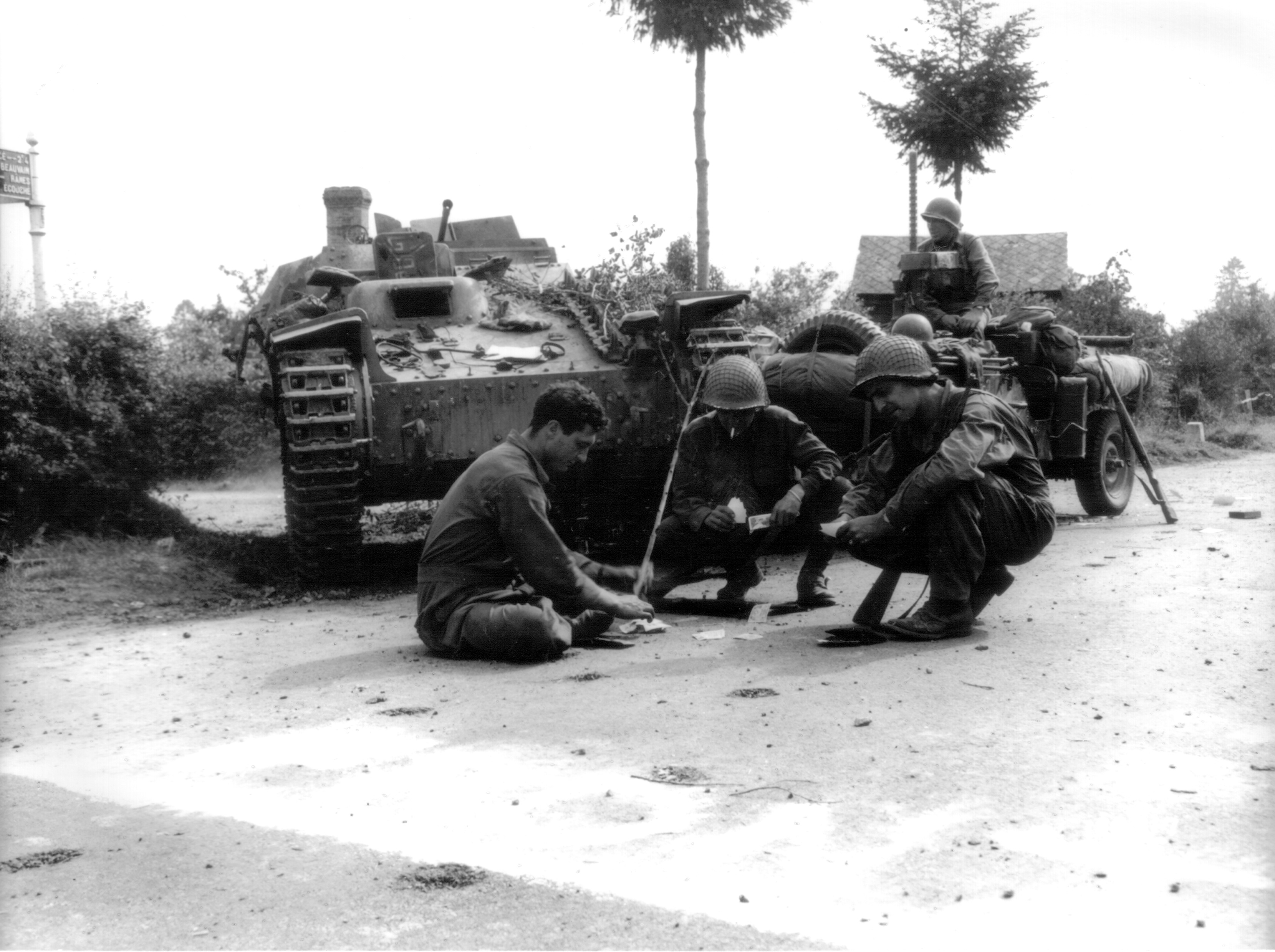
Alcuni soldati statunitensi giocano a carte dinanzi al relitto di un Flakpanzer 38(t), non lontano dal comune di La Ferté-Macé (Normandia)

La casamatta conteneva un cannone contraereo FlaK 38 da 20 mm L/112,5 con una gittata utile di 2 200 metri e un peso di circa 500 chili, installato su un apposito piedistallo: il brandeggio manuale copriva l'intero orizzonte e l'alzo andava dai +90° ai -5°, in virtù del fatto che le sezioni superiori della casamatta, fissate a dei cardini e unite con chiavistelli, si potevano abbattere per permettere l'ingaggio di bersagli terrestri. Il FlaK 38 aveva un rateo di fuoco pari a 180-220 colpi al minuto, ognuno dei quali pesava 119 grammi e raggiungeva una velocità alla volata di 900 m/s. La scorta di 720/1 040 munizioni era suddivisa in 360 granate Br. Spreggranate, 360 Br. Spreggranate L. Spur. e 320 Panzergranate L. Spur. Zerl., queste ultime perforanti vista la suscettibilità d'utilizzo del FlaK 38. La miglior munizione di quest'ultimo tipo era però la Panzergranate Patrone 40 L. Spur.: al momento dello sparo superava i 1 000 m/s e, grazie al nucleo in tungsteno, era capace di penetrare una piastra verticale spessa 40 mm da 100 metri. A causa della cronica deficienza del prezioso materiale, però, pochissime di tali munizioni furono disponibili. Il FlaK 38 era asservito inizialmente a un Flakvisier 38, un mirino a calcolo elettrico di forma quadrangolare a scatola con un sistema ottico dotato di specchio riflettente, collegato elettricamente ai ruotini di brandeggio e alzo in modo da seguire in maniera autonoma il bersaglio prescelto. In seguito il braccio ospitò un Linealvisier 21: un largo anello, composto da fogli di metallo stampati, era fissato a una rotaia di scorrimento e un cursore a movimento orizzontale permetteva di regolarlo; in fondo alla rotaia era assicurato un mirino a punto di allineamento non mobile per l'inquadramento del bersaglio. In generale era un sistema simile a quello utilizzato sui fucili. L'ultimo congegno a essere impiegato fu lo Schwebekreisvisier 30 con una serie di anelli concentrici a indicare la distanza progressiva del bersaglio dal punto di mira, al centro delle circonferenze: il sistema fu comunque visto raramente sul Flakpanzer 38(t).
Tutti i veicoli furono dotati di una radio, sistemata nell'angolo sinistro della casamatta. L'apparecchio era dotato di un ricevitore FuG 2 con un'antenna alta 1,4 metri e una portata di 4 chilometri; il trasmettitore FuG 5 da 10 watt montava invece un'antenna da 2 metri. Altri equipaggiamenti trasportati nella casamatta erano alcune canne di ricambio, custodite in una scatola oblunga nella parte anteriore; due maschere antigas imballate nei loro contenitori ai due angoli frontali; due pistole mitragliatrici MP 40 da 9mm complete di guaine protettive in tela grossa di canapa; borse dei caricatori, appese a sostegni orizzontali fissati alle lamiere posteriori del comparto aperto.